# Championnat de Côte d'Ivoire de football 1993
Navigation
Saison précédente Saison suivante
La saison 1993 du Championnat de Côte d'Ivoire de football est la 35e édition de la première division ivoirienne. Elle oppose les seize meilleures équipes du pays, rassemblées au sein de deux poules de huit où les clubs affrontent deux fois tous leurs adversaires, à domicile et à l'extérieur. Les quatre premiers de chaque poule se qualifient pour la poule finale.
C'est l'ASEC Abidjan qui termine en tête de la poule nationale et remporte son 11e titre de champion de Côte d'Ivoire.

## Les 16 clubs participants
| - Poule A : - ASEC Abidjan - ASI d'Abengourou - Denguelé Sports d'Odienné - Alliance Bouaké - Sabé Sports de Bouna - Séwé San Pédro - Société Omnisports de l'Armée - Stella Club d'Adjamé | - Poule B : - Africa Sports - ASC Bouaké - Abidjan Université Club - Djibetade Tabou - Rio-Sports d'Anyama - Sacraboutou Sports de Bondoukou - Sporting Club de Gagnoa - Stade d'Abidjan |

## Compétition

### Première phase
Seuls les noms des 4 clubs qualifiés par poule sont connus.

#### Poule A
| Rang | Équipe                        | Pts | J | G | N | P | Bp | Bc | Diff |
| ---- | ----------------------------- | --- | - | - | - | - | -- | -- | ---- |
|      | ASEC Abidjan                  |     |   |   |   |   |    |    |      |
|      | Sabé Sports de Bouna          |     |   |   |   |   |    |    |      |
|      | Société Omnisports de l'Armée |     |   |   |   |   |    |    |      |
|      | Stella Club d'Adjamé          |     |   |   |   |   |    |    |      |
|      | ASI d'Abengourou              |     |   |   |   |   |    |    |      |
|      | Denguelé Sports d'Odienné     |     |   |   |   |   |    |    |      |
|      | Alliance Bouaké               |     |   |   |   |   |    |    |      |
|      | Séwé San Pédro                |     |   |   |   |   |    |    |      |

#### Poule B
| Rang | Équipe                          | Pts | J | G | N | P | Bp | Bc | Diff |
| ---- | ------------------------------- | --- | - | - | - | - | -- | -- | ---- |
|      | Africa Sports                   |     |   |   |   |   |    |    |      |
|      | ASC Bouaké                      |     |   |   |   |   |    |    |      |
|      | Sacraboutou Sports de Bondoukou |     |   |   |   |   |    |    |      |
|      | Sporting Club de Gagnoa         |     |   |   |   |   |    |    |      |
|      | Abidjan Université Club         |     |   |   |   |   |    |    |      |
|      | Djibetade Tabou                 |     |   |   |   |   |    |    |      |
|      | Rio-Sports d'Anyama             |     |   |   |   |   |    |    |      |
|      | Stade d'Abidjan                 |     |   |   |   |   |    |    |      |

### Poule nationale
Le classement final est inconnu, on connaît seulement le nom du vainqueur.
| Rang | Équipe                          | Pts | J | G | N | P | Bp | Bc | Diff |
| ---- | ------------------------------- | --- | - | - | - | - | -- | -- | ---- |
| 1    | ASEC Abidjan T                  |     |   |   |   |   |    |    |      |
|      | Africa Sports C                 |     |   |   |   |   |    |    |      |
|      | ASC Bouaké                      |     |   |   |   |   |    |    |      |
|      | Sabé Sports de Bouna            |     |   |   |   |   |    |    |      |
|      | Sacraboutou Sports de Bondoukou |     |   |   |   |   |    |    |      |
|      | Sporting Club de Gagnoa         |     |   |   |   |   |    |    |      |
|      | Société Omnisports de l'Armée   |     |   |   |   |   |    |    |      |
|      | Stella Club d'Adjamé            |     |   |   |   |   |    |    |      |

## Bilan de la saison
| Tableau d'Honneur                                                    |               |
| Compétition                                                          | Vainqueur     |
| Championnat de Côte d'Ivoire de football                             | ASEC Abidjan  |
| Coupe de Côte d'Ivoire de football                                   | Africa Sports |
| Supercoupe de Côte d'Ivoire de football Coupe Félix Houphouët-Boigny | Non disputée  |